# Joseph Kessel
Joseph Kessel (Santa Clara, Argentina, 31 de janeiro de 1898 – Val-d'Oise, França, 23 de julho de 1979) foi um romancista francês. Seu sobrinho é outro romancista francês, Maurice Druon.

## Biografia
Joseph Kessel provinha de uma família judaica proveniente da Lituânia. Seu pai, médico, viajava muito. Joseph nasceu em Santa Clara (Entre Ríos), na Argentina, mas passou os primeiros anos de vida em Oremburgo, na Rússia. Depois a família mudou-se para França, primeiro para Nice e depois para Paris.

## Principais obras
- Les rois aveugles (1925)
- Nuits de princes (1927)
- Belle de jour (1928)
- Marchés d'esclaves (1933)
- La nagaïka (1951)
- Lion (1958)
- Tous n'étaient pas de anges (1963)
- Terre d'amour et de feu (1965)
- Les cavaliers (1967)
- L'armée des ombres (1969)